# 化外の地

中華思想の世界観

化外の地（けがいのち、中国語: 化外之地）とは、中華文明に於いて文明の外の地方を表す用語。

## 概説
中華思想では、中国の権力・法律が行き届いていない地方のことをいい、またその地方に住む民族を「蛮族」と呼んだ。
中国の古代では、中原から遠く中華文化の影響が薄かった台湾・海南・新疆などのことを呼んだ。

## 化外の民の使用例
- 宮古島島民遭難事件によると、日本政府は、日本人を殺害したこの事件に対し清朝に厳重に抗議したが、台湾の原住民は「化外の民」（国家統治の及ばない者）であるという清朝からの返事があり、これにより、日本政府は1874年（明治7年）、台湾出兵を行った。